# Městská knihovna v Přerově
Městská knihovna v Přerově, příspěvková organizace je veřejná knihovna s univerzálním knihovním fondem, pověřená výkonem regionálních funkcí. Jejím zřizovatelem je město Přerov. Instituce poskytuje knihovnické a informační služby veřejnosti. Zajišťuje také knihovnické a informační služby pro 45 neprofesionálních knihoven, 10 knihoven v místních částech Přerova a 35 knihoven v samostatných obcích okresu Přerov. Knihovna sídlí v prostorách bývalé vily na Žerotínově náměstí.

## Oddělení knihovny
Městská knihovna v Přerově disponuje následujícími odděleními:
- Půjčovna pro dospělé
- Půjčovna pro děti
- Studovna
- Čítárna
- Hudební oddělení

## Služby
Městská knihovna v Přerově nabízí knihovnické a informační služby:
- prezenční i absenční půjčování knih, časopisů, periodik, map, CD, e-knih a čteček, deskových her, tematických kufříků
- kopírování, tisk, skenování, laminování
- zpracování rešerší
- PC s přístupem k internetu, Wi-Fi
- přístup do databází ASPI a Anopress
- validační místo mojeID
- meziknihovní výpůjční služba
- možnost vracení knih do KnihoBOXu[7]

### Vzdělávání a kultura
- besedy a přednášky na různá témata
- lekce informační výchovy
- tvořivé dílny
- příměstský tábor

## Pobočky
Kromě hlavní budovy poskytuje Městská knihovna v Přerově knihovnické služby také ve svých pobočkách:
- Pobočka Předmostí, Hranická 93/14, Přerov - Předmostí
- Pobočka Velká Dlážka, Velká Dlážka 44, Přerov
- Pobočka – Půjčovna pro děti, Palackého 1, Přerov
- Pobočka Trávník, Přerov (činnost od 1. 11. 2020 pozastavena)

V místních částech dále obsluhuje pobočky:
- Místní knihovna Čekyně, Na Červenici 2/32, Čekyně
- Místní knihovna Dluhonice, Náves 32, Dluhonice
- Místní knihovna Henčlov, Zakladatelů 69, Henčlov
- Místní knihovna Kozlovice, Grymovská 47, Kozlovice
- Místní knihovna Lověšice, Mírová 16/18, Lověšice
- Místní knihovna Lýsky, U Silnice 18/44, Lýsky
- Místní knihovna Penčice, Rohová 1/124, Penčice
- Místní knihovna Újezdec, Hlavní 61, Újezdec
- Místní knihovna Vinary, Vinařská 5/18, Vinary
- Místní knihovna Žeravice, Na Návsi 40/100, Žeravice

## Galerie

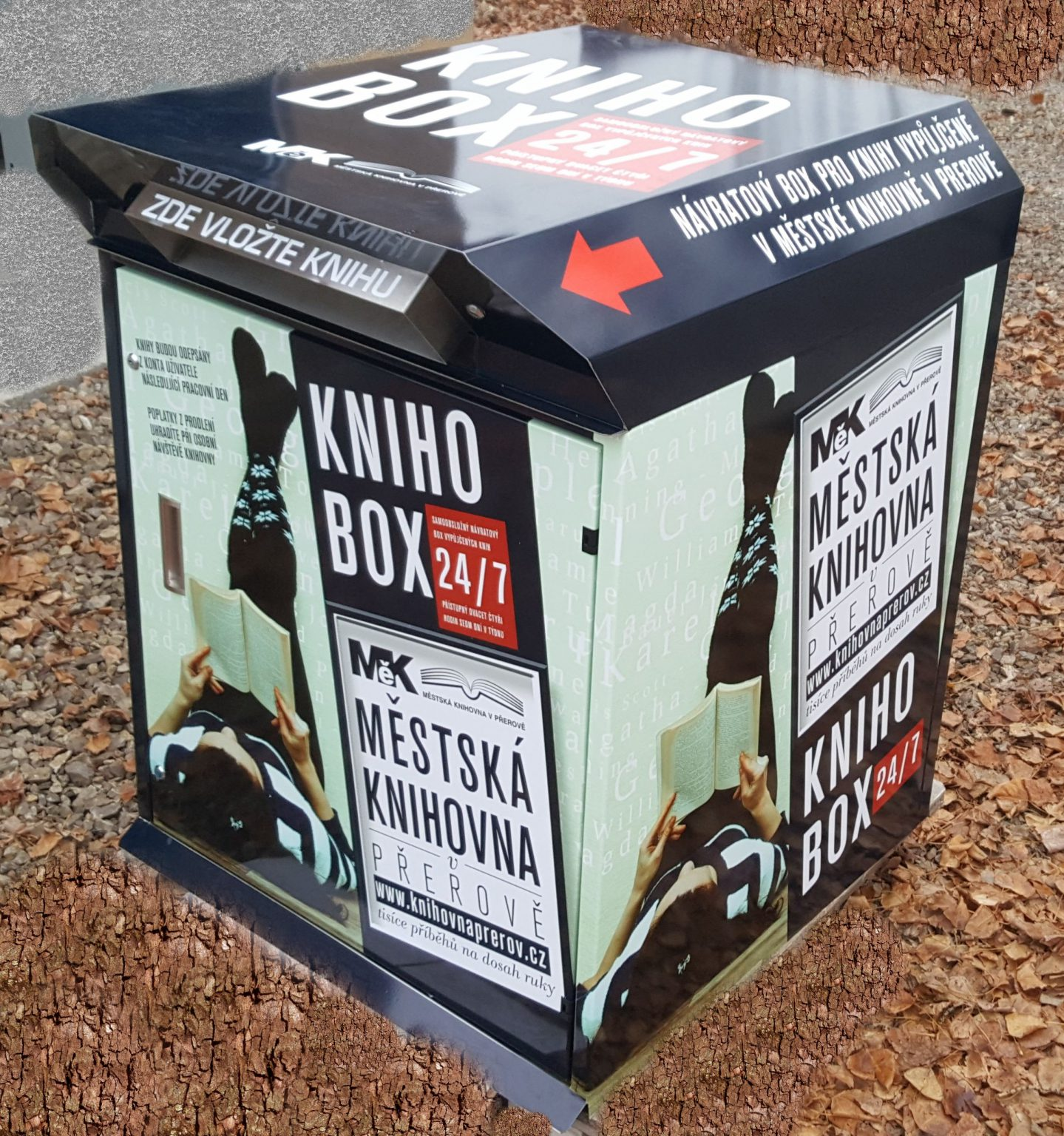
KnihoBOX